# Lepidodactylus balioburius
Lepidodactylus balioburius är en ödleart som beskrevs av  Hidetoshi Ota och CROMBIE 1989. Lepidodactylus balioburius ingår i släktet Lepidodactylus och familjen geckoödlor. IUCN kategoriserar arten globalt som livskraftig.
Artens utbredningsområde är Filippinerna. Inga underarter finns listade i Catalogue of Life.